# Tegeliften

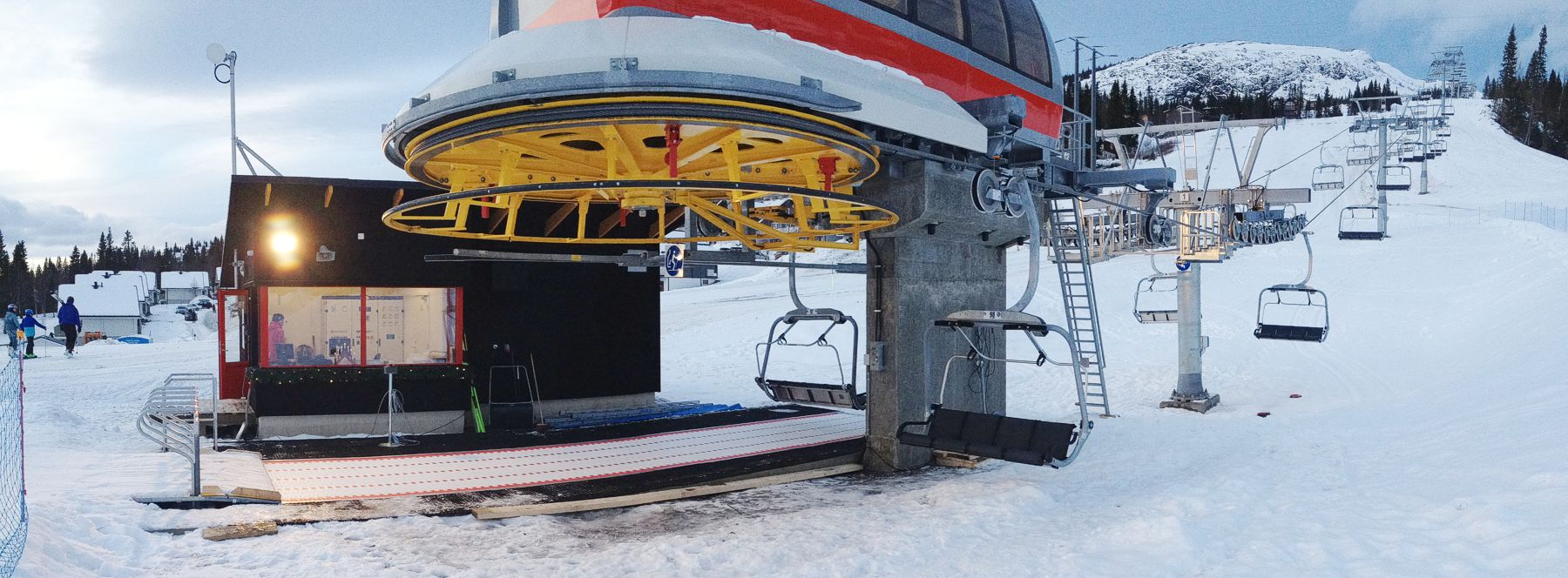
Tegeliftens dalstation, den 25 december 2013.

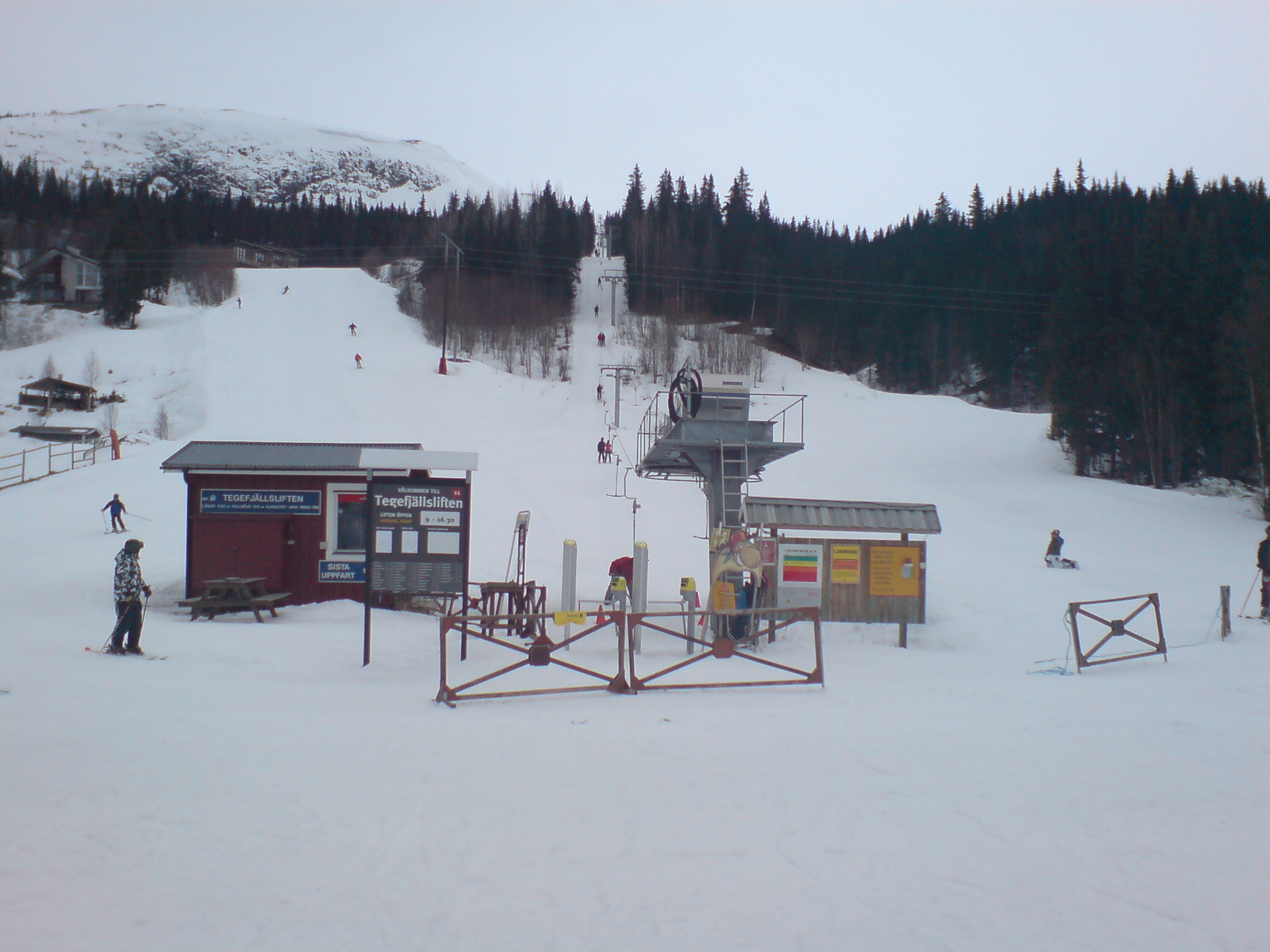
Den forna Tegefjällsliften 2007, tillverkad 1986 av Liftbyggarna från Östersund (sedan 2013 dotterbolag till Doppelmayr Scandinavia).

Tegeliften är en fast fyrstolslift i fjällstugebyn Tegefjäll, tillhörande Åre skidområde. Den invigdes den 27 december 2013, av handelsminister Ewa Björling och Skistar Åres destinationschef Niclas Sjögren Berg, men öppnades för drift en vecka tidigare. Den blev Tegefjälls första sittlift, ersatte Tegefjälls äldsta ankarlift (Tegefjällsliften) från 1986 och ingick i Skistar Åres storsatsning år 2013 om tre nya moderna stolliftar (de två andra liftarna i satsningen innefattade Fjällgårdsexpressen och Sadelexpressen) – investerade gemensamt med två andra bolag till en total kostnad på 125 miljoner kronor för själva liftarna (varav 25 miljoner för Tegeliften). Tillståndet för byggandet av Tegeliften blev klart redan efter drygt en veckas förhandling (den 19 oktober 2012), medan det beviljade bygglovet för de två expressliftarna dröjde till den 22 februari 2013, och därefter hade Skistars styrelse det sista ordet inför den slutliga utgångspunkten om hur processen skulle vidareutvecklas. Samtliga tre liftar lät tillverkas/byggas av italienska Leitner Ropeways med sitt norska systerföretag Taubane Teknikk, och Tegeliften blev sist ut av dem att monteras.
Ägaren och det bolag som stod bakom byggandet av Tegeliften är Tegefjäll Linbane AB. Den främsta delägaren och investeringsbolaget är Tegeliften AB, bildat av en grupp stugägare våren 2012 som engagerade sig i fyrstolsliftprojektet till följd av en idé från Skistar Åre. Innan detta var en kopplingsbar sexstolslift mest omtalad (och att eventuellt kunna ha dalstationen nere vid foten av barnbacken Mini-Tege), men budgeten räckte inte till en expresslift – som hade inneburit ungefär dubbla kostnaden.
Till bygget av Tegeliften breddades de tillhörande nedfarterna genom schaktning och 13 hektar gallring av Tegeskogen (också för att utveckla den populära skogsskidåkningen i området), men kvällen före Lucia 2013 fällde stormen Ivar ytterligare ungefär 30 procent av den återstående Tegeskogen – och utöver det gjorde stormfällningen särskilt Mini-Tege betydligt mindre vindskyddat än tidigare.
Liksom fyrstolsliften Hummelliften och tvåstolsliften WorldCupliften i Åres centrala liftsystem är Tegeliften försedd med ett rullband på påstiget för att underlätta ombordstigning i så hög drifthastighet som möjligt.

## Teknisk data
- Längd: 1 134 m
- Max hastighet: 2,6 m/s
- Max kapacitet: 2 400 personer/timme
- Fallhöjd: 278 m
- Antal stolar: 148 st
- Antal stolpar: 15 st
- Driveffekt: 231 kW